# Оберто Паллавичино
Оберто Паллавичино (итал. Oberto Pallavicino; 1197 — 8 мая 1269) — итальянский кондотьер, полководец на службе у императора Фридриха II. Оберто принадлежал к ломбардской линии синьориального рода Паллавичино.
Являясь ярым сторонником Фридриха II (гибеллином), получил от него должность императорского викария. С 1234 года поддерживал императора в борьбе с папой Григорием IX и городскими коммунами, чья экспансия в Лигурию и Северную Тоскану угрожала обширным земельным владениям семьи Паллавичино. К 1260 году Оберто подчинил императорской власти города Парма, Кремона, Пьяченца, Павия, Брешиа.
По причине личного конфликта с Эццелино III да Романо Оберто Паллавичино перешел на сторону партии гвельфов и принял 27 сентября 1259 года активное участие в битве при Кассано, в которой Эццелино III да Романо был наголову разбит войсками Ломбардской лиги и вскоре погиб от ран. В результате Паллавичино получил в награду города Милан, Комо, Лоди, Новара, Тортона и Алессандрия.
После вторжения Карла Анжуйского в Ломбардию, Оберто вновь воевал на стороне гибеллинов, однако был неоднократно разбит.